# Bad Rodach
Bad Rodach – miasto uzdrowiskowe w Niemczech, w kraju związkowym Bawaria, w rejencji Górna Frankonia, w regionie Oberfranken-West, w powiecie Coburg. Leży ok. 15 km na północny zachód od Coburga, nad rzeką Rodach, przy linii kolejowej Bad Rodach – Coburg.

## Dzielnice
W skład miasta wchodzą następujące dzielnice: 
| - Altmühle - Breitenau - Carlshan - Elsa - Grattstadt - Gauerstadt - Hainmühle - Heldritt - Lempertshausen | - Mährenhausen - Neumühle - Niederndorf - Oettingshausen - Roßfeld - Rudelsdorf - Schweighof - Sülzfeld |

## Polityka
Burmistrzem jest Gerold Strobel. Rada miasta składa się z 23 członków:
|      | CSU | SPD | Wolni Wyborcy | Zieloni | Razem     |
| 2002 | 6   | 9   | 7             | 1       | 23 miejsc |

## Zabytki i atrakcje
- ratusz
- kościół pw. św. Jana (St. Johannes)
- pałac łowiecki z 1748
- kościół ewangelicki w dzielnicy Breitenau
- gorące źródła
- Muzeum Regionalne (Heimatmuseum)

## Galeria

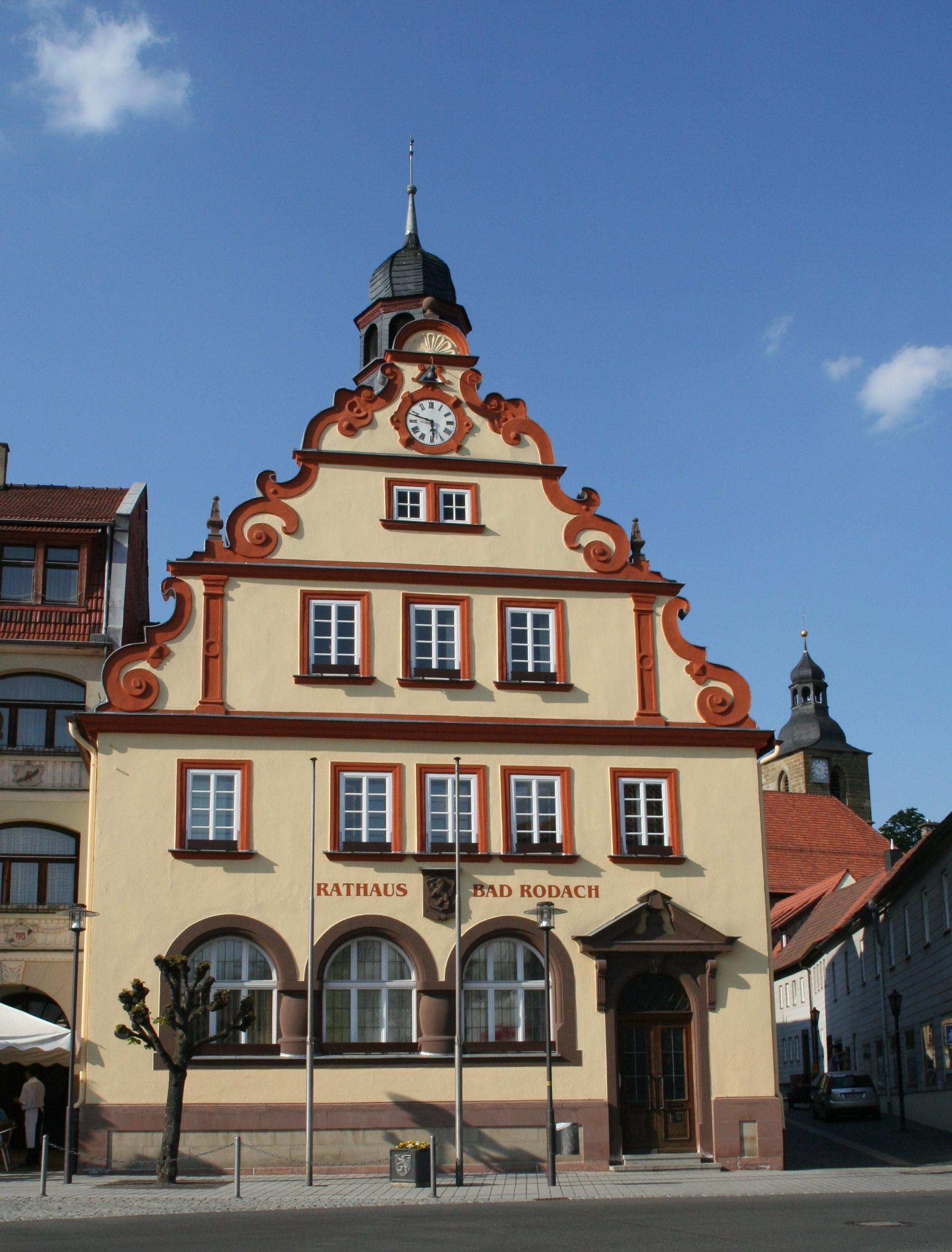
Ratusz
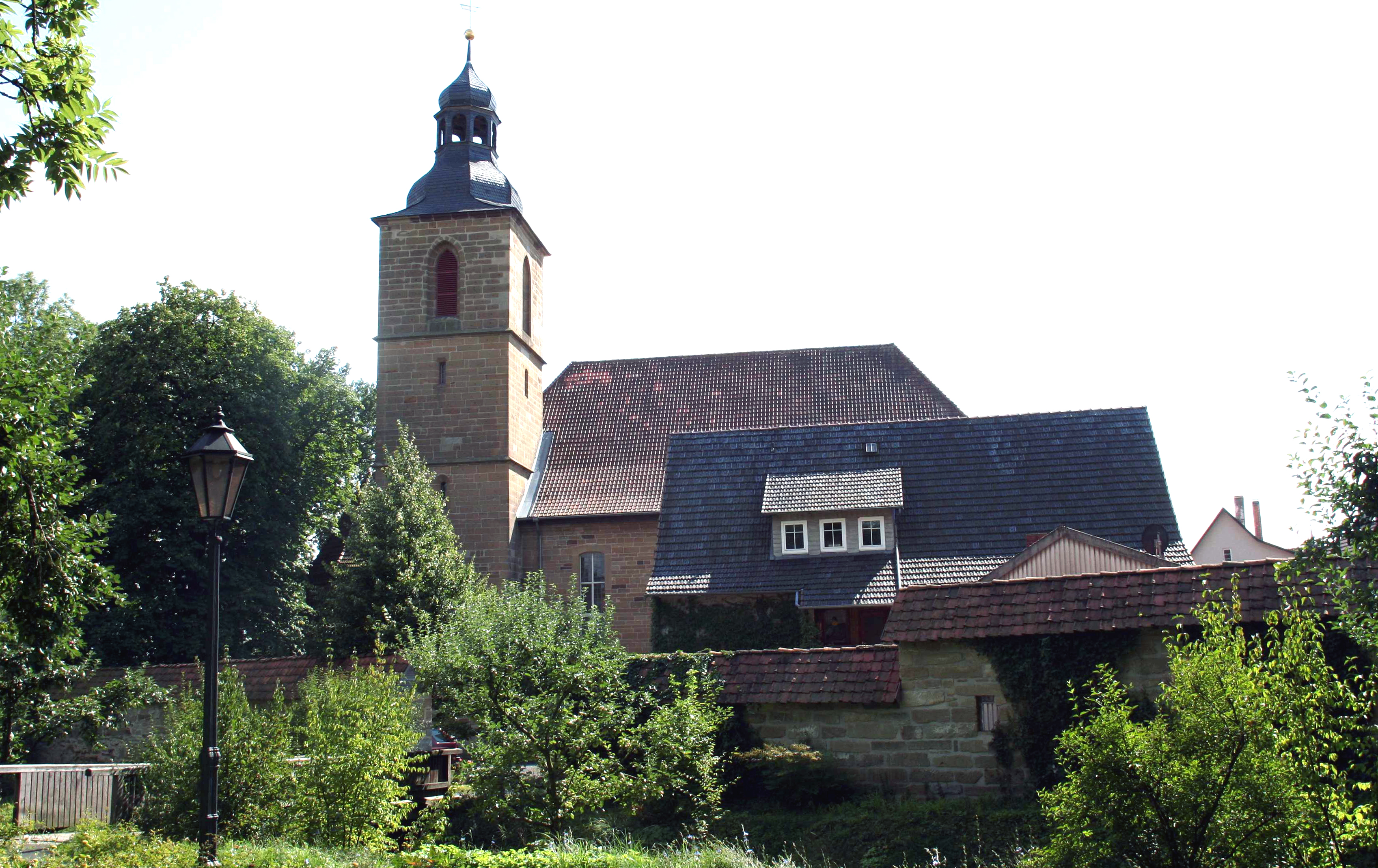
Kościół św. Jana (St. Johannes)
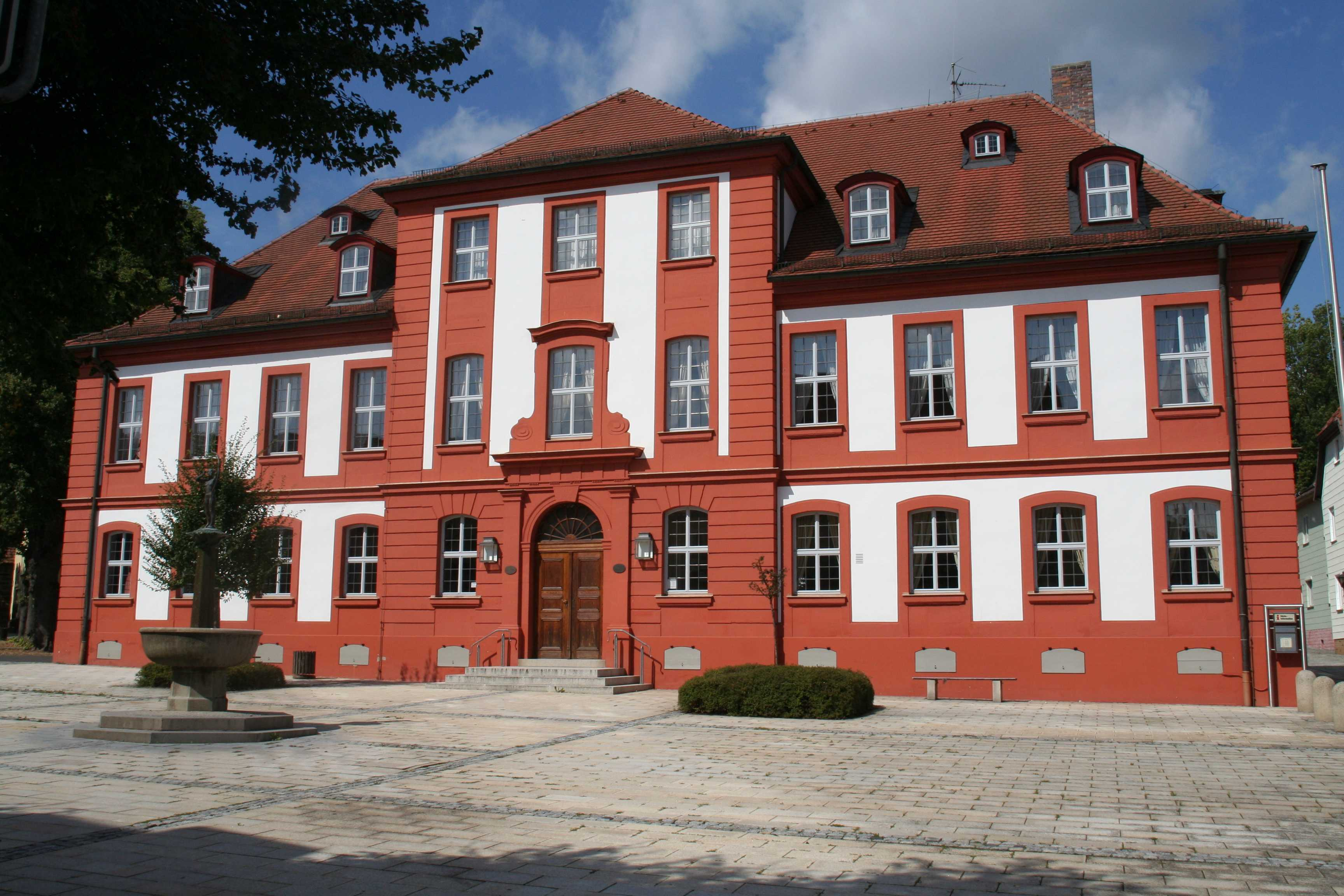
Pałac łowiecki
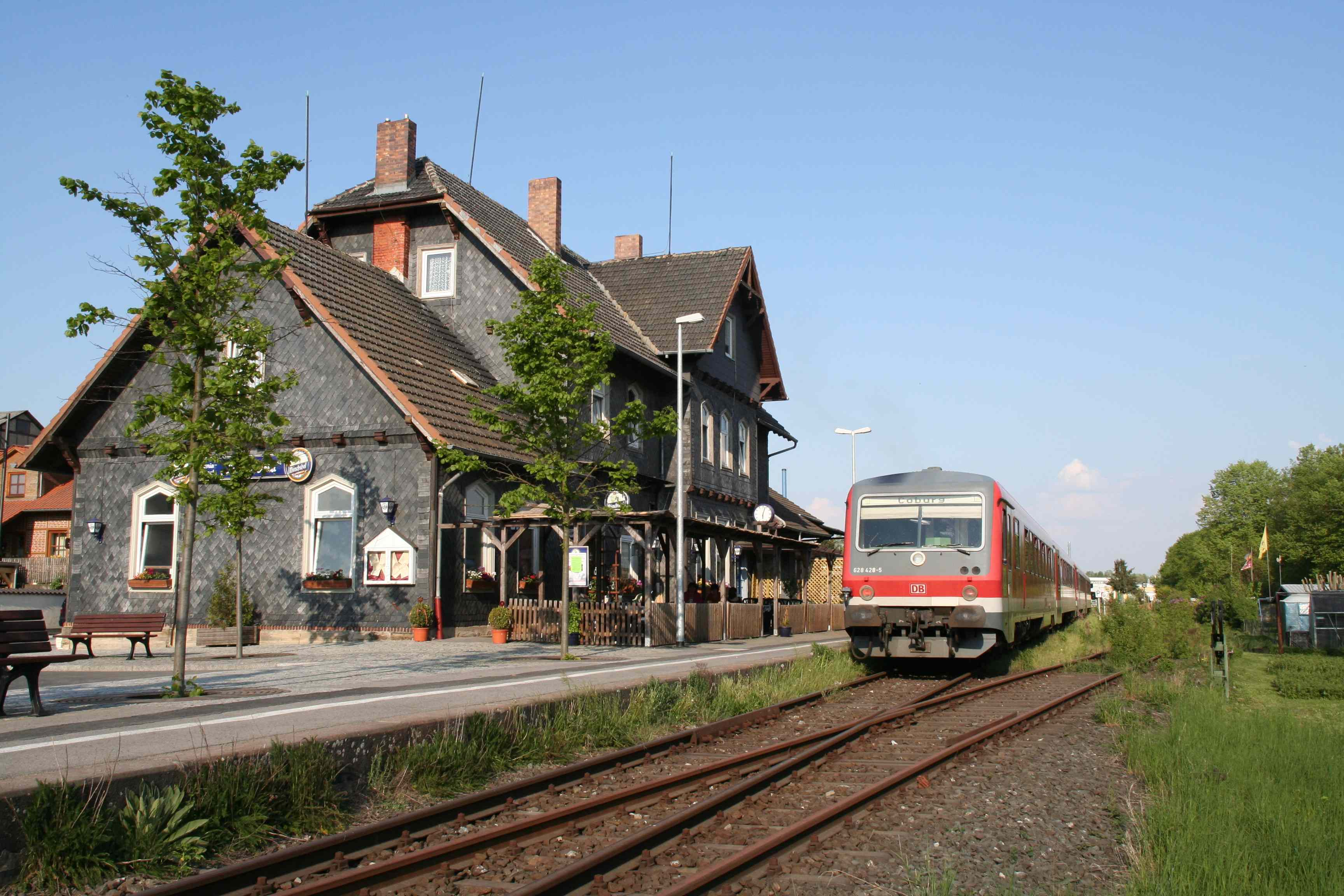
Stacja kolejowa
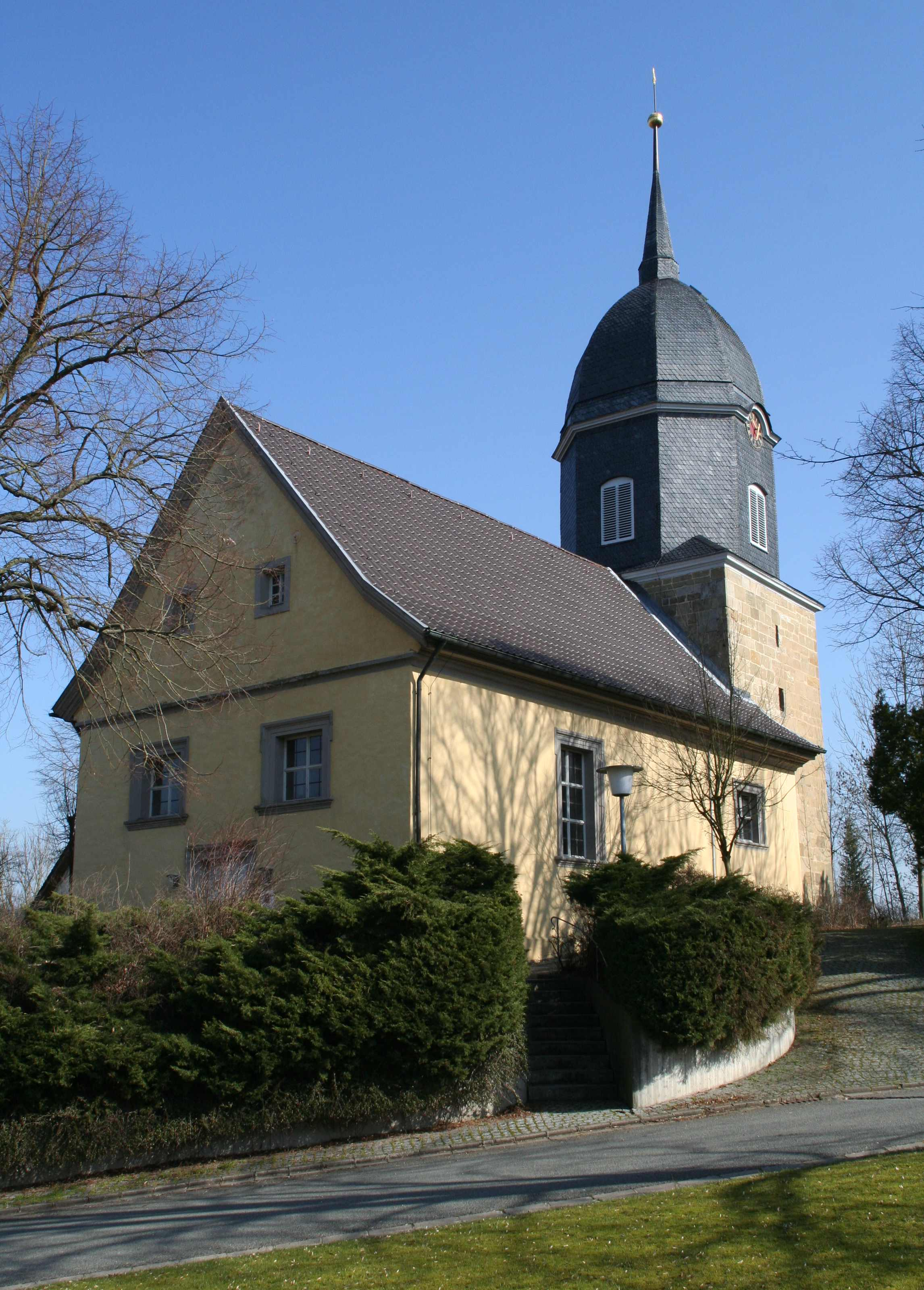
Kościół ewangelicki